# 마이클 코넬리
마이클 코넬리(영어: Michael Connelly 마이클 코널리[*], 1956년 7월 21일 ~ )는 해리 보슈 시리즈와 미키 할러 시리즈로 세계적인 명성을 얻은 미국의 스릴러 소설가이다.

## 프로필
1956년 미국의 펜실베이니아주 필라델피아에서 태어났으며 플로리다대학교에서 저널리즘을 전공하였다.
졸업 후 플로리다에서 저널리스트로 일했으며, 1986년 항공 사고 생존자 인터뷰 기사를 작성하여, 퓰리처상 후보로 노미네이트되기도 하였다. 로스앤젤레스 타임스의 범죄 담당 기자로 일하였고, 그 경험을 바탕으로 LAPD 해리 보슈가 처음으로 등장하는 《The Black Echo》를 집필하였다.
13편의 해리 보슈 시리즈 외에 2편의 미키 할러 시리즈, 기타 장편소설을 선보였으며, 에드가상, 앤서니상, 베리상 등 영미권 추리/스릴러 분야의 각종 상을 수상하며 세계적 명성을 얻었다.

## 국내 출간 작품
- 《탄환의 심판》 (The Brass Verdict, 김승욱 옮김, 알에이치코리아, 2012년)
- 《다크니스 모어 댄 나잇》 (A Darkness More Than Night, 김승욱 옮김, 랜덤하우스코리아, 2011년)
- 《엔젤스 플라이트》 (Angels Flight, 한정아 옮김, 랜덤하우스코리아, 2011년)
- 《트렁크 뮤직》 (Trunk Music, 한정아 옮김, 랜덤하우스코리아, 2011년)
- 《라스트 코요테》 (Last Coyote, 이창식 옮김, 랜덤하우스코리아, 2010년)
- 《콘크리트 블론드》 (Concrete Blonde, 이창식 옮김, 랜덤하우스코리아, 2010년)
- 《블랙 아이스》 (The Black Ice, 한정아 옮김, 랜덤하우스코리아, 2010년) 〈재출간〉
- 《범죄의 탄생》 (Crime Beat, 안재권 옮김, 랜덤하우스코리아, 2010년)
- 《블랙 에코》 (The Black Echo, 김승욱 옮김, 랜덤하우스코리아, 2010년) 〈재출간〉
- 《유골의 도시》 (City of Bones, 한정아 옮김, 랜덤하우스코리아, 2010년)
- 《허수아비》 (The Scarecrow, 이창식 옮김, 랜덤하우스코리아, 2010년)
- 《블러드 워크》 (Blood Work, 김승욱 옮김, 랜덤하우스코리아, 2009년)
- 《시인의 계곡》 (The Narrows, 이창식 옮김, 랜덤하우스코리아, 2009년)
- 《실종》 (Chasing the Dime, 김승욱 옮김, 랜덤하우스코리아, 2009년)
- 《시인》 (The Poet, 김승욱 옮김, 랜덤하우스코리아, 2009년)
- 《링컨 차를 타는 변호사》 (The Lincoln Lawyer, 조영학 옮김, 랜덤하우스코리아, 2008년)
- 《블랙 아이스》 (The Black Ice, 이종인 옮김, 시공사, 1996년)
- 《블랙 에코》 (The Black Echo, 이종인 옮김, 시공사, 전2권, 1996년)

## 해리 보슈 시리즈
- The Black Echo (1992) - 블랙 에코 (시공사 1996)
- The Black Ice (1993) - 블랙 아이스 (시공사 1996)
- The Concrete Blonde (1994) - 콘크리트 블론드 (랜덤하우스 2010)
- The Last Coyote (1995) - 라스트 코요테 (랜덤하우스 2010)
- Trunk Music (1997) - 트렁크 뮤직 (랜덤하우스 2011)
- Angels Flight (1999) - 엔젤스 플라이트 (램덤하우스 2011)
- A Darkness More Than Night (2001)- 다크니스 모어 댄 나잇 (랜덤하우스 2011)
- City Of Bones (2002) - 유골의 도시 (랜덤하우스 2010)
- Lost Light (2003)- 로스트 라이트 (알에이치코리아 2013)
- The Narrows (2004) - 시인의 계곡 (랜덤하우스 2009)
- The Closers (2005) - 클로저 (알에이치코리아 2013)
- Echo Park (2006) - 에코 파크 (알에이치코리아 2013)
- The Overlook (2007) - 혼돈의 도시 (알에이치코리아 2015)
- The Brass Verdict (2008) - 탄환의 심판 (알에이코리아 2012)
- 9 Dragons (2009) - 나인드래곤 (알에이치코리아 2015)
- The Drop (2011) - 드롭 (알에이치코리아 2018)
- The Black Box (2012) - 블랙박스 (알에이치코리아 2019)
- The Burning Room (2014)
- The Crossing (2015)
- The Wrong Side of Goodbye (2016)
- Two Kinds of Truth (2017)
- Dark Sacred Night (2018)

## 미키 할러 시리즈
- The Lincoln Lawyer (2005) - 링컨 차를 타는 변호사 (랜덤하우스 2008)
- The Brass Verdict (2008) - 탄환의 심판 (알에이치코리아 2012)

## 기타 소설
- The Poet (1996) - 시인, 자살노트를 쓰는 살인자 (랜덤하우스 2009) -잭 맥커보이 시리즈
- Blood Work (1998) - 블러드 워크 (랜덤하우스 2009)
- Void Moon (2000) - 보이드 문, 달이 숨는 시간 (알에이치코리아 2013)
- Chasing the Dime (2002)- 실종 (랜덤하우스 2009)
- The Scarecrow (2009)- 허수아비, 사막의 망자들 (랜덤하우스 2010) - 잭 맥커보이 시리즈

## 논픽션
- Crime Beat (2006) - 범죄의 탄생 (랜덤하우스 2010)